# Gustav Brühl
Gustav Ernst Brühl (ur. 18 czerwca 1871 w Berlinie, zm. 21 listopada 1939 tamże) – niemiecki lekarz otorynolaryngolog.

## Życiorys
Gustav Brühl studiował medycynę na Uniwersytecie Wiedeńskim i na Uniwersytecie Alberta i Ludwika we Fryburgu Bryzgowijskim. Jego nauczycielami byli Adam Politzer, A. Bloch i Emil Zuckerkandl. Doktorem medycyny został w 1894 roku. Od 1898 praktykował jako otolaryngolog w Berlinie. W latach 1903-33 wykładał na Uniwersytecie w Berlinie, najpierw jako Privatdozent, od 1922 jako profesor nadzwyczajny. W 1933 roku przeszedł na emeryturę.

## Prace
- Das menschliche Gehörorgan. Atlas. Muenchen 1898
- Neue Methode zur Darstellung der Hohlräume in Nase und Ohr. Anatomischer Anzeiger XIV (1898)
- Stimmgabeluntersuchungen bei Schwerhörigen: Der Rinne'sche und Gelle'sche Versuch. Z. f. O. 32, 1897
- Kasuistik und Untersuchungen bei Taubstummen. W: Handbuch von Gutzmann 1896–1899
- Handatlas der Ohrenheilkunde mit erläuterndem Grundriss